# François Noël Babeuf

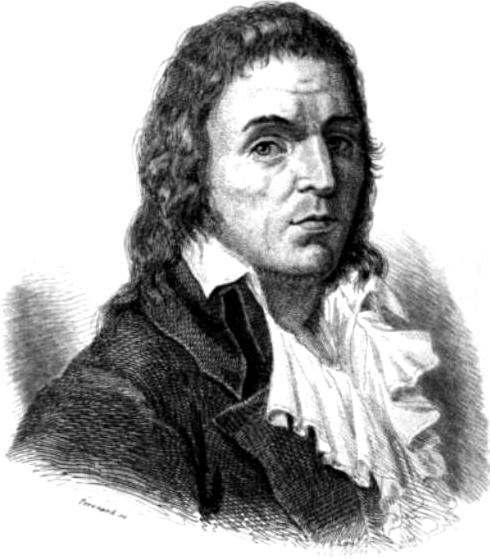
François Noël Babeuf

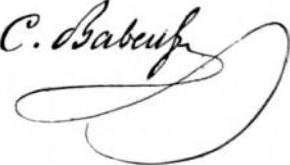
Signatur

François Noël Babeuf (genannt Cajus Gracchus Babeuf; * 23. November 1760 in Saint Nicaise bei Saint-Quentin; † 27. Mai 1797 in Vendôme) war Journalist und ein linksrevolutionärer französischer Agitator während der ersten französischen Revolution. Nach dem Sturz Robespierres und dem Ende des Terreurs im Jahr 1794 war er ein Kritiker der Herrschaft des Direktoriums und forderte, als Gründer der Verschwörung der Gleichen (französisch Conjuration des Égaux), die Einsetzung des Verfassungsentwurfs von 1793.
Babeufs historische Bedeutung liegt darin, dass er als einer der Ersten den Sozialismus als praktische Politik vorschlug und als Frühsozialist späteren sozialrevolutionären Bewegungen Ideen übermittelte.

## Leben
Babeufs Vater Claude desertierte 1738 aus der französischen Armee und trat in den Dienst der österreichischen Kaiserin Maria Theresia. Dort soll er bis zum Rang eines Majors aufgestiegen sein. Nach einer Amnestie 1755 kehrte er nach Frankreich zurück und erhielt eine Stelle als Gehilfe beim Salzsteueramt. 1760 heiratete Claude Babeuf eine Bauerntochter aus dem Dorf Cerisy, noch im selben Jahr kam François Noël als ältestes von fünf Kindern zur Welt. Da der Vater kurz danach seine Stelle verlor, verarmte die Familie. Claude Babeuf konnte anschließend nur noch als Tagelöhner Geld verdienen, seine Frau ging zusätzlich der Heimarbeit nach. Trotz der Not konnte François Noël die Schule besuchen und wurde von seinem Vater zusätzlich unterrichtet.
Sein Berufsleben begann Babeuf vermutlich als Arbeiter, unter anderem beim Bau des Canal de Saint-Quentin. 1777 stellte der Comte de Bracquemont, der auf Schloss Damery residierte, ihn als Bürogehilfen ein, erkannte Babeufs Auffassungsgabe, betraute ihn mit verschiedenen Aufgaben und gab ihm Unterkunft im Schloss. In der Bibliothek des Schlosses konnte sich Babeuf außerdem autodidaktisch weiterbilden. 1779 erhielt er eine Stelle bei einem Notar in Flixecourt und arbeitete dort zunächst ein Jahr nur gegen Verpflegung und Unterbringung, ehe ihm ein geringes Gehalt zugesprochen wurde. 1780 starb der Vater, so dass er der einzige Ernährer für seine Frau, die gemeinsamen Kinder sowie seine Mutter und Geschwister wurde. Babeuf zog zeitweise wieder auf Schloss Damery und nahm 1782 das Amt eines Landkommissars (französisch: commissaire à terrier) an. Die Aufgabe eines Landkommissars war es, die Ansprüche des Feudalherren gegenüber seinen Bauern durchzusetzen und dafür zu sorgen, dass die Bauern ihre Abgaben entrichteten und Frondienst leisteten. In den kommenden fünf Jahren konnte er seine soziale Stellung verbessern, musste aber 1788 aus Geldnot mit seiner Familie in eine ärmliche Vorstadtsiedlung ziehen. Am Vorabend der Revolution stand Babeuf im Dienst eines Landvermessers in Roye.
Seit dem 13. November 1782 war Babeuf mit Marie Anne Victoire Langlet (1757–1840) verheiratet, die Zimmermädchen bei der Comtesse de Bracquemont war. Aus dieser Ehe entstammen folgende Kinder:
1. Catherine Adelaide Sophie (* September 1783; † 13. November 1787)
2. Robert, genannt Emile (* 29. September 1785; † 23. Januar 1842)
3. Catherine Adelaide Sophie (* 3. September 1788; † 16. Juli 1795)
4. Jean-Baptiste Claude, genannt Camille (* 26. November 1790; † 24. August 1815)
5. Gaius Gracchus (* 28. Januar 1797; † 1814)

### Hinwendung zur Politik

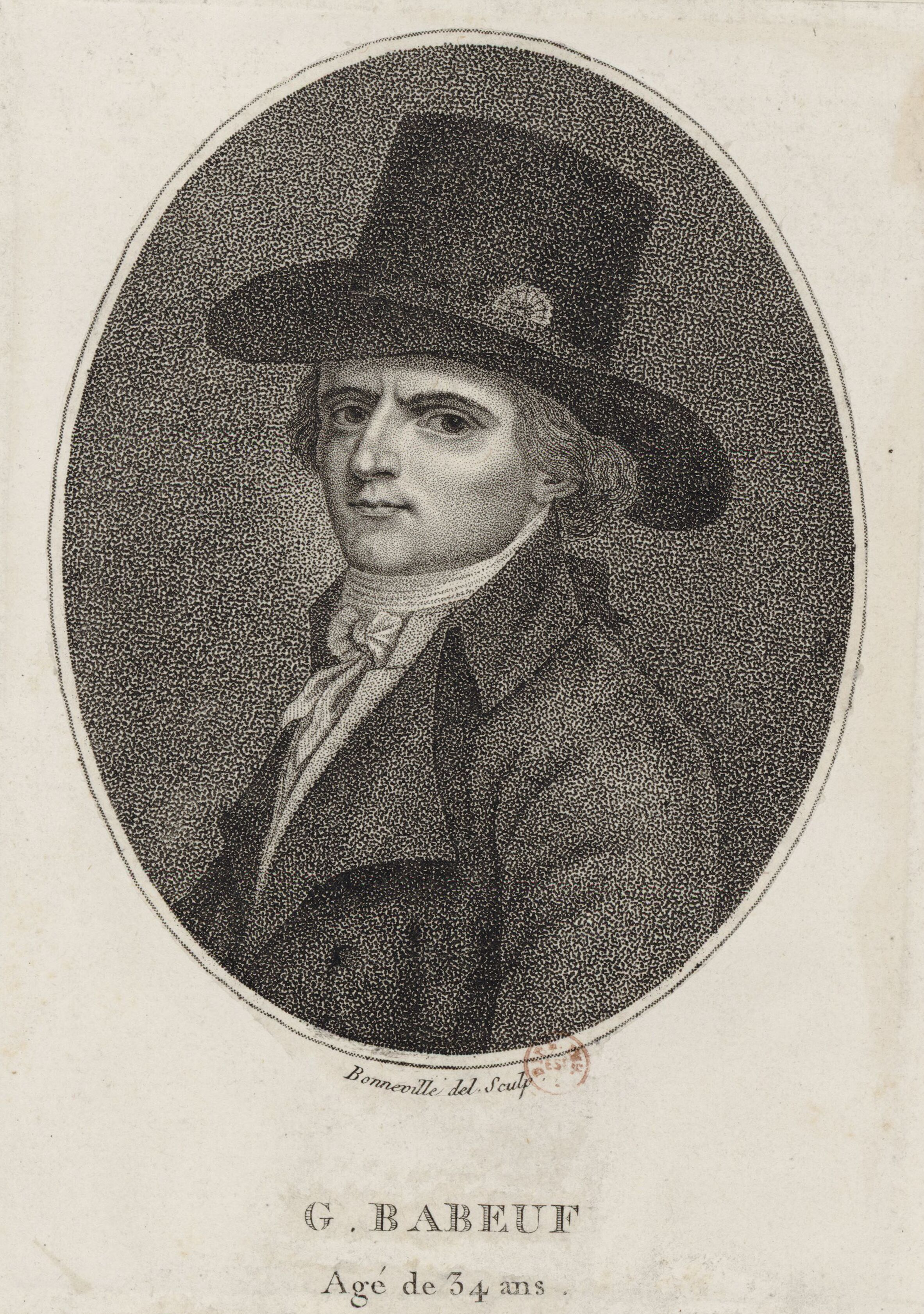
François Noël Babeuf im Alter von 34 Jahren, Grafik von François Bonneville

Babeuf war ein unermüdlicher Schreiber. Der erste Hinweis für seinen später vertretenen Sozialismus findet sich in einem Brief vom 21. März 1787 an den Sekretär der Akademie von Arras, mit dem er hauptsächlich über Literatur korrespondierte. 1789 fertigte er den ersten Artikel des Beschwerdehefts der Wähler in der Landvogtei Roye an, in dem die Abschaffung der Feudalrechte gefordert wurde. Von Juli bis Oktober 1789 hielt er sich in Paris auf und beaufsichtigte die Veröffentlichung seines ersten Werks, Cadastre Perpétuel, das er 1787 geschrieben hatte und das 1789 erschien.
1790 veröffentlichte Babeuf die Pétition sur les impôts, eine Streitschrift gegen feudale Ausbeutung und die Gabelle (Salzsteuer). Daraufhin wurde er denunziert und im Mai 1790 verhaftet. Mithilfe von Jean-Paul Marat wurde Babeuf im Juli 1790 freigelassen. Im Oktober 1790, nach seiner Rückkehr nach Roye, gründete er die Zeitung Correspondant picard (später umbenannt in Scrutateur des Décrets), deren hitziger Charakter ihm eine weitere Verhaftung einbrachte. Im November wurde er zum Mitglied des Gemeinderates (Conseil municipal) von Roye gewählt. Doch Bürgermeister Félix Jean-Baptiste Longuecamp annullierte Babeufs Wahl unter Hinweis auf die Anklagen, die zu seiner Verhaftung ein halbes Jahr zuvor geführt hatten. Im März 1791 wurde er zum Bevollmächtigten für das Nationaleigentum (biens nationaux) der Stadt bestimmt, und im September 1792 wurde er als Mitglied des Parlaments des Départements Somme gewählt. Wie überall sonst wurde auch hier seine Position wegen der Radikalität seiner Haltung unhaltbar, so dass er bald den Posten des Verwalters der Gemeinde Montdidier erhielt. Hier wurde ihm Betrug vorgeworfen, da er in einem Dokument für die Überschreibung von Nationalgütern einen Namen durch einen anderen ersetzt hatte. Wahrscheinlich war es nur ein Fehler aus Nachlässigkeit, aber da er der Unparteilichkeit der Richter von Somme nicht traute, floh er nach Paris und wurde am 23. August 1793 in Abwesenheit zu zwanzig Jahren Haft verurteilt.

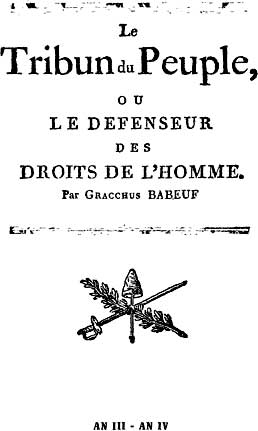
Titelseite einer Ausgabe des Tribun du peuple von 1795 (Untertitel Le Defenseur des Droits de l’homme, übersetzt: Der Verteidiger der Menschenrechte)

Inzwischen war er zum Sekretär des comité des subsistances (Lebensmittelverwaltung) der Pariser Kommune ernannt worden. Die Richter von Amiens verfolgten ihn jedoch mit einem Haftbefehl, der im November 1794 vollstreckt wurde. Das Kassationsgericht hob das Urteil wegen eines Formfehlers auf und eröffnete einen neuen Prozess vor dem Aisne-Tribunal, von dem er am 18. Juli freigesprochen wurde.
Babeuf kehrte dann nach Paris zurück und veröffentlichte am 3. September 1794 die erste Ausgabe seines Journal de la liberté de la presse, dessen Titel am 5. Oktober in Le Tribun du peuple geändert wurde. Die Hinrichtung Robespierres am 28. Juli hatte die Terrorherrschaft beendet, und Babeuf – nun der selbsternannte „Gracchus“ – verteidigte die Männer des Thermidor und griff die gestürzten Angehörigen des Terrorregimes mit seiner üblichen Heftigkeit an. Er attackierte aber auch vom Standpunkt seiner sozialistischen Theorien aus die ökonomischen Ergebnisse der Revolution. Diese Ansicht fand wenige Anhänger, sogar im Jakobinerklub, und im Oktober wurde Babeuf verhaftet und nach Arras ins Gefängnis geschickt. Hier geriet er unter den Einfluss verschiedener Inhaftierter des Terrorregimes, vor allem Lebois, Herausgeber des Journal de l’égalité, dann des Ami du peuple, Zeitungen, die in der Tradition Marats standen. Auch lernte er Filippo Buonarroti kennen, der sich ihm anschloss.
Er kam als radikaler Gegner der Regierung aus dem Gefängnis, überzeugt, dass sein Utopia, das er in Nr. 33 seines Tribun proklamierte, nur durch die Wiederherstellung der Konstitution von 1793 in die Praxis umgesetzt werden könne. Jetzt stand er in offenem Konflikt mit der Entwicklung der öffentlichen Meinung. Im Februar 1795 wurde er abermals verhaftet, und der Tribun du peuple („Volkstribun“) wurde feierlich im Theatre des Bergeres von der „jeunesse dorée“ verbrannt, den jungen Männern, deren Mission es war, den Jakobinismus aus den Straßen und Cafés zu vertreiben. Wäre es nicht durch die Inflation der Assignaten zu entsetzlichen wirtschaftlichen Bedingungen gekommen, hätte Babeuf wohl das Schicksal anderer Agitatoren geteilt und wäre in die Obskurität verschwunden.
Es waren die Versuche des Direktoriums, auf die ökonomische Krise zu reagieren, die Babeuf seine eigentliche historische Bedeutung gaben.

### Societé des Égaux
Das allgemeine Elend bot den Angriffen Babeufs auf die bestehende Ordnung eine Angriffsfläche und verschaffte ihm Gehör. Er scharte einen kleinen Kreis von Anhängern um sich, bekannt als Societé des Égaux (Gemeinschaft der Gleichen), der sich im Panthéon traf. Im November 1795 wurde er bei der Polizei aktenkundig, weil er öffentlich Aufruhr, Revolte und die Französische Verfassung von 1793 predige.
Eine Zeit lang ließ ihn die Regierung gewähren, während sie sich über seine Aktivitäten auf dem Laufenden hielt. Dem Direktorium kam die Fortsetzung der sozialistischen Agitation gelegen, um die Bevölkerung davon abzuhalten, die royalistischen Bewegungen zum Sturz des bestehenden Regimes zu unterstützen. Darüber hinaus wurde die Masse der Arbeiter – selbst die mit extremen Ansichten – von Babeufs Blutrünstigkeit abgestoßen; die Polizeispitzel berichteten, dass durch seine Agitation viele Menschen zu Unterstützern der Regierung konvertierten. Der Jakobinerklub von Faubourg Saint-Antoine lehnte die Aufnahme von Babeuf und Lebois mit der Begründung ab, dass sie „égorgeurs“ (Halsabschneider im wörtlichen Sinne) seien. Im Laufe der Entwicklung der wirtschaftlichen Krise stieg Babeufs Einfluss jedoch.
Nachdem der Pantheon-Klub von Bonaparte am 27. Februar 1796 geschlossen worden war, verdoppelten sich seine angriffslustigen Tätigkeiten. Im Ventôse und Germinal veröffentlichte er unter dem Namen „Lalande, soldat de la patrie“ eine neue Zeitschrift, die Éclaireur du peuple ou le défenseur de vingt-cinq millions, die heimlich von Gruppe zu Gruppe in den Straßen von Paris verteilt wurde. Zur gleichen Zeit machte die Nr. 40 des Tribun gewaltig Furore. Darin rühmte er die Urheber der Septembermassaker und verkündete, dass ein konsequenterer zweiter September nötig sei, um die gegenwärtige Regierung zu vernichten, die aus Blutsaugern, Tyrannen, Henkern, Schurken und Scharlatanen bestehe. Die Not aller Klassen war weiterhin entsetzlich; im März verursachte der Versuch des Direktoriums, die Assignaten durch neu ausgegebene Territorialmandate zu ersetzen, nach anfänglichen Hoffnungen eine erneute Unzufriedenheit. Es ertönte der Ruf, dass der nationale Bankrott erklärt worden sei, und tausende aus den unteren Arbeiterklassen begannen sich um Babeuf zu versammeln. Am 4. April wurde der Regierung berichtet, dass 500.000 Menschen in Paris hilfsbedürftig seien.
Ab dem 11. April waren in Paris Plakate mit dem Titel Analyse de la doctrine de Baboeuf, tribun du peuple (Analyse der Lehre des Baboeuf, Volkstribun) angeschlagen, mit dem Anfangssatz „La nature a donné à chaque homme un droit égal à la jouissance de tous les biens“ (Die Natur hat jedem Menschen ein gleiches Recht auf den Genuss aller Güter gegeben); es endete mit dem Aufruf, die Verfassung von 1793 wiederherzustellen. Babeufs Lied Mourant de faim, mourant de froid (Sterbend vor Hunger, sterbend vor Kälte) wurde eine beliebte Melodie und mit zunehmendem Applaus in den Cafés gesungen.

### Verhaftung und Hinrichtung
Berichte gingen herum, dass die unzufriedenen Truppen bereit seien, an einer Erhebung gegen die Regierung teilzunehmen. Das Direktorium meinte nun, dass es Zeit zum Handeln sei; durch Spitzel, insbesondere Capitain Georges Grisel, hatte man ausreichend Beweise für einen bewaffneten Aufstand gesammelt, den eine Verschwörung aus Jakobinern und Sozialisten für den 22. Floréal IV (11. Mai 1796) geplant hatte. Bewegung der »Verschwörung der Gleichen«. Am 10. Mai wurden Babeuf und viele seiner Genossen verhaftet, darunter Augustin Alexandre Darthé und Filippo Buonarroti, Ex-Mitglieder des Konvents, Robert Lindet, Jean-Baptiste André Amar, Marc Guillaume Vadier und Jean Baptiste Drouet, berühmt als der Postmeister von Saint-Menehould, der Ludwig XVI. verhaftet hatte und inzwischen ein Mitglied des Rats der Fünfhundert war.
Die letzte Ausgabe des Tribun erschien am 24. April, aber Lebois versuchte im Ami du peuple, die Soldaten zur Revolte aufzustacheln, und zeitweise gab es Gerüchte über einen militärischen Aufstand. Der Prozess gegen Babeuf und seine Komplizen sollte vor dem neugebildeten Gerichtshof in Vendôme stattfinden. Am 10. und 11. Fructidor (27. und 28. August), als die Gefangenen aus Paris überführt wurden, gab es zögerliche Versuche eines Aufruhrs, um sie zu befreien; diese wurden aber mühelos niedergeschlagen. Der Versuch von fünfhundert oder sechshundert Jakobinern (7. September), die Soldaten in Grenelle zum Aufstand zu bringen, war ebenso erfolglos. Der Prozess gegen Babeuf und andere begann am 20. Februar 1797 vor dem Hohen Justizhof und dauerte zwei Monate. Aus unbekannten Gründen stellte die Regierung den Sozialisten Babeuf als den Anführer der Verschwörung dar, obwohl wichtigere Leute als er darin verwickelt waren; seine eigene Eitelkeit spielte ihnen dabei in die Hände. Am 7. Prairial (26. Mai 1797) wurden Babeuf und Darthé zum Tode verurteilt; einige der Gefangenen, darunter Buonarroti, wurden verbannt; die Übrigen, darunter Vadier und seine Kameraden vom Konvent, wurden freigesprochen. Drouet war – Barras zufolge – mit stillschweigendem Einverständnis der Regierung die Flucht gelungen. Babeuf und Darthé wurden am 8. Prairial in Vendôme guillotiniert.

## Schriften
- Cadastre perpétuel, ou Démonstration des procédés convenables à la formation de cet important ouvrage, pour assurer les principes de l'Assiette & de la Répartition justes & permanentes, & de la perception facile d’une contribution unique, tant sur les possessions territoriales, que sur les revenus personnels. Garnery et Volland, Paris / Blaizot, Versailles 1789.
- Pétition sur les impôts. Paris 1790.
- Nouveau calendrier de la République française, conforme au décret de la Convention nationale. Paris 1793.
- Du Système de dépopulation, ou la Vie et les crimes de Carrier, son procès et celui du Comité révolutionnaire de Nantes. Imprimerie de Franklin, Paris 1794.
- Ausgewählte Schriften. Rütten & Loening, Berlin 1956 (Digitalisat bei der Deutschen Nationalbibliothek).
- Der Krieg zwischen Reich und Arm. Artikel, Reden, Briefe. Herausgegeben von Peter Fischer. Verlag Klaus Wagenbach, Berlin 1975. ISBN 3-8031-2009-8.

## Literarische Bearbeitungen
- Ilja Ehrenburg: Die Verschwörung der Gleichen (Заговор равных). Verlag Petropolis, Berlin 1928.
- Ferdinand May: Die Verschwörung des Gracchus Babeuf. Neues Leben, Berlin 1957.